# Władysław Radzik
Władysław Radzik (ur. 25 września 1919, zm. 6 lipca 1994) – polski inżynier, pracownik przemysłu motoryzacyjnego związany z Sanokiem.

## Życiorys

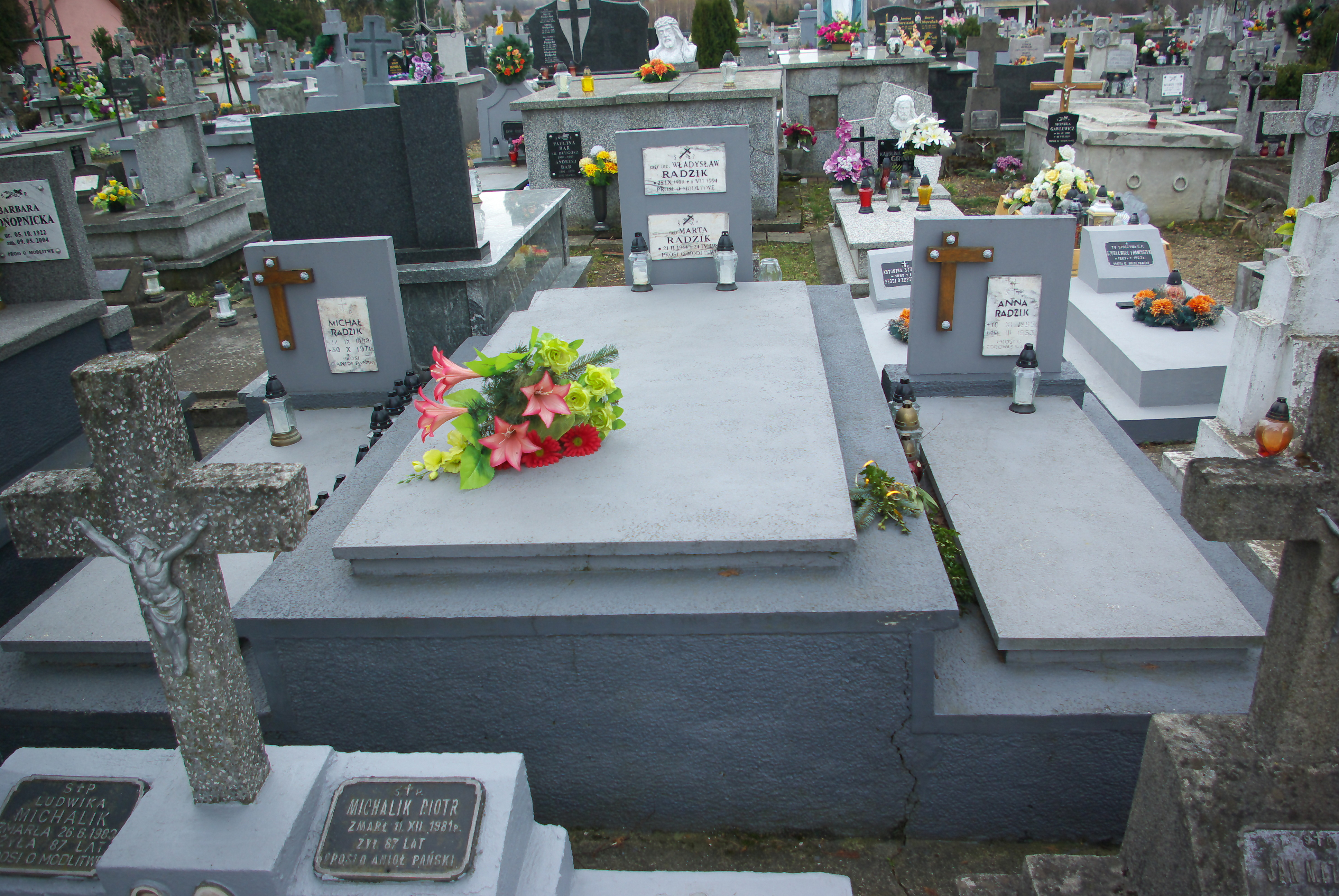
Nagrobek rodziny Radzik

Władysław Radzik urodził się 25 września 1919 jako syn Michała (1882-1971) i Anny (1895-1953). Ukończył studia z tytułem magistra inżyniera. Był zatrudniony w fabryce Sanowag w Sanoku i późniejszej Sanockiej Fabryki Autobusów „Autosan”. Działał w Związku Zawodowym Metalowców. 
Od 1950 do 1951 pełnił funkcję prezesa klubu sportowego Stal Sanok. W listopadzie 1956 został wybrany sekretarzem obwodowej komisji wyborczej nr 1 w Sanoku.
Zmarł 6 lipca 1994. Został pochowany na Cmentarzu Posada w Sanoku.

## Odznaczenia
- Krzyż Kawalerski Orderu Odrodzenia Polski (1978)[5].
- Medal 30-lecia Polski Ludowej (1975)[6]
- Odznaka „Zasłużony dla Sanoka” (1976)[7]